# Westwood/Rancho Park (métro de Los Angeles)
Westwood/Rancho Park est une station du métro de Los Angeles desservie par les rames de la ligne E et située dans le quartier Rancho Park (en) à Los Angeles en Californie.

## Situation sur le réseau
Station du métro de Los Angeles en surface, Westwood/Rancho Park se situe sur la ligne E à l'intersection de Exposition Boulevard et de Westwood Boulevard dans le quartier Rancho Park à l'ouest de Downtown Los Angeles

## Histoire
En service de 1875 à 1953 en tant que gare des réseaux de chemin de fer Los Angeles and Independance et Pacific Electric, la station Westwood/Rancho Park est remise en service le 20 mai 2016, lors de l'inauguration des sept stations de la phase 2 des travaux de construction de la ligne E. Auparavant, la station était nommée Talamantes.

## Services aux voyageurs

### Accès et accueil

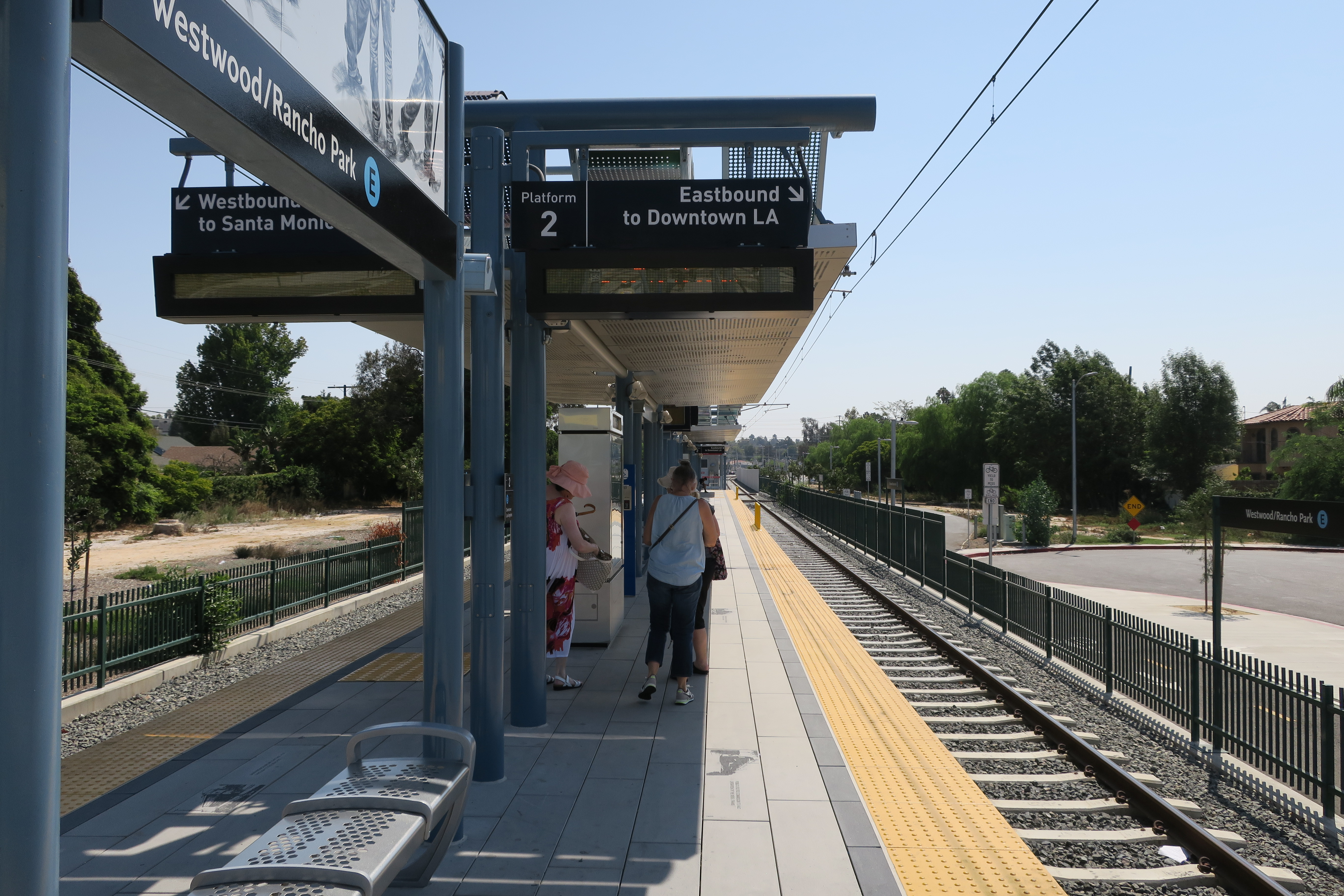
Vue du quai.

### Desserte
Westwood/Rancho Park est desservie par les rames de la ligne E du métro.

### Intermodalité
La station est desservie par la ligne d'autobus 3 de Culver City Bus (en) et les lignes 8 et 12 de Big Blue Bus (en).

## Art dans la station
Une œuvre de l'artiste Abel Alejandre, nommée Panoramas orne la station, celle-ci consiste en des illustrations de voyageurs du transport en commun dont on ne voit que la partie inférieure de leur corps, soit des hanches aux pieds.